# VII Congresso panucraino dei Soviet
Il Settimo Congresso panucraino dei Soviet dei deputati degli operai, dei braccianti e dei soldati dell'Armata Rossa si tenne a Charkiv dal 10 al 14 dicembre 1922.